# Saibara Seitō
Saibara Seitō est un nom japonais traditionnel ; le nom de famille (ou le nom d'école), Saibara, précède donc le prénom (ou le nom d'artiste).
Saibara Seitō (西原 清東), né le 11 octobre 1861 dans la  province de Tosa au Japon et décédé à l'âge de 78 ans le 11 avril 1939 à Webster au Texas, est un agriculteur, politicien, missionnaire et colon japonais qui contribua à l'introduction de la culture du riz dans le Sud des États-Unis.

## Biographie
Né en 1861 dans la province de Tosa (actuelle préfecture de Kōchi), Saibara Seitō est le premier chrétien membre de la Diète du Japon à une époque où il existe dans le pays une forte opposition au christianisme. Il doit cependant plus tard renoncer à son siège et devient président de l'université Dōshisha de Kyoto.
En 1901, il part à Hartford au Connecticut pour étudier la théologie. Il est plus tard invité par le consul japonais, à la demande de la chambre de commerce de Houston et des chemins de fer de la Southern Pacific Transportation Company, à aller apprendre la riziculture aux fermiers texans. Il arrive ainsi au Texas en 1903 et fonde la première colonie agricole japonaise et chrétienne de l'État. Sa famille le rejoint (dont ses parents Hide et Masuya et son fils Kiyoaki Saibara) ainsi que 30 autres colons à Webster pour commencer une exploitation rizicole sur un terrain loué de 4 km² que Saibara achètera plus tard.
La première récolte en 1904, issue de semences données par l'empereur du Japon, sert principalement comme nouvelles semences au Texas et en Louisiane. À l'époque, le rendement moyen de riz, dont les semences sont originaires du Honduras ou des Carolines, est de 18 à 20 barils (?) par hectare mais les semences japonaises ont un rendement de 34 barils par hectare. Seitō et Kiyoaki Saibara sont ainsi à l'origine de la florissante industrie rizicole du Texas grâce à leurs souches de riz améliorées et à leurs techniques de production.
Saibara quitte ensuite le Texas avec sa femme et vit quinze ans en Amérique du Sud où il fonde des colonies le long du fleuve Amazone avant de retourner au Japon. Sa mauvaise santé le force cependant à retourner au Texas en 1937. Il meurt, toujours citoyen japonais, à Webster en 1939, et est enterré au cimetière de Fairview. La ferme rizicole continuera à être gérée par Kiyoaki et ses fils Robert, Warren, Harvey et Eddie Saibara. Saibara Seitō sera plus tard considéré comme l'un des 100 plus grands Texans par le journal Houston Chronicle.

## Référence
- (en) Cet article est partiellement ou en totalité issu de l’article de Wikipédia en anglais intitulé « Seito Saibara » (voir la liste des auteurs).

1. 1 2  Handbook of Texas Texas State Historical Association.
2. ↑  City of Webster - Gateway to the future at www.cityofwebster.com
3. ↑  http://hirasaki.home.att.net/Family_Stories/Fairview/Fairview.htm « Copie archivée » (version du 3 septembre 2005 sur Internet Archive)
4. ↑  HoustonChronicle.com - 100 Tall Texans at www.chron.com